# 정선 (바둑)
정선은 돌을 가리지 않고 항상 흑을 가지고 두는 대국 방식이다. 선으로 정해진 등번 또는 등차에 따라 정해진 선번을 뜻한다.